# Jakow Frenkel
Jakow Ilicz Frenkel, ros. Яков Ильич Френкель (ur. 29 stycznia?/10 lutego 1894 w Rostowie nad Donem, zm. 23 stycznia 1952 w Leningradzie) – rosyjsko-radziecki fizyk teoretyk, wniósł wkład do fizyki materii skondensowanej.

## Życiorys
Urodził się w rodzinie żydowskiej, wcześnie przejawiał zdolności naukowe i artystyczne. Jako uczeń gimnazjum w Petersburgu napisał 100-stronicowe opracowanie rachunku różniczkowego, które matematyk Jakow Uspienski (ros. Яков Викторович Успенский), wówczas student Andrieja Markowa, ocenił jako znacznie wykraczające poza program szkolny. Jego 300-stronicowe szkolne opracowanie o pochodzeniu ziemskiego magnetyzmu i zjawisk elektrycznych w atmosferze uzyskało aprobatę Abrama Ioffego, wówczas profesora Petersburskiego Instytutu Politechnicznego Cesarza Piotra Wielkiego, który zechciał spotkać się z nim na rozmowę.
W 1913 roku ukończył szkołę ze Złotym Medalem, został przyjęty na studia na Cesarski Uniwersytet Petersburski. W 1916 roku Ioffe zorganizował seminarium, na którym zarówno Frenkel jak i Piotr Kapica, Lew Landau i Nikołaj Siemionow prezentowali swoje pierwsze wyniki badań. W 1925 roku, dzięki rekomendacji Paula Ehrenfesta, Fundacja Rockefellera przyznała mu stypendium na roczny pobyt w Europie Zachodniej, gdzie pracowali z nim m.in. Max Born na Uniwersytecie w Getyndze i Albert Einstein na Uniwersytecie Humboldtów w Berlinie. W latach 1930–1931 był profesorem gościnnym na Uniwersytecie Minnesoty. Arnold Sommerfeld polecał swoim studentom jego monografie naukowe jako lekturę. Na Uniwersytecie Tawryjskim w Symferopolu pracował jako wykładowca w latach 1917–1920, w Leningradzkim Instytucie Fizyko-Technicznym Akademii Nauk ZSRR pracował w latach 1921–1952, w tym jako kierownik oddziału teoretycznego od 1930 roku, w Leningradzkim Instytucie Politechnicznym pracował w latach 1921–1952, w tym wykładał na wydziale fizyko-mechanicznym od 1921 roku i kierował katedrą fizyki teoretycznej od 1931 roku, a w Leningradzkim Instytucie Mechaniki Precyzyjnej i Optyki był profesorem katedry fizyki w latach 1947–1950 i jednym z twórców wydziału inżyniersko-fizycznego.
Po ataku Niemiec na ZSRR ewakuowany z oblężonego Leningradu do Kazania wraz z częścią laboratoriów pod kierownictwem Ioffego. W 1945 roku powrócił do Leningradu, gdzie podczas uroczystości z okazji 220-tej rocznicy powstania Rosyjskiej Akademii Nauk spotkał swych europejskich znajomych Frédérica Joliot-Curie, Irvinga Langmuira, Maxa Borna. Wkrótce potem radzieckie służby bezpieczeństwa zaczęły postrzegać go jako osobę przychylną zachodnim obcokrajowcom, wskutek tego nie został włączony do radzieckiego programu nuklearnego, którym kierował jego były student Igor Kurczatow. Przekazał mu obszerny memoriał, w którym proponował zastosowanie wybuchu do rozpoczęcia reakcji termojądrowej w deuterze.
W 1920 roku poślubił biologa Sarę Gordinę, miał z nią dwóch synów Siergieja i Wiktora, którzy obaj byli fizykami.

## Ważniejsze wyniki pracy naukowej

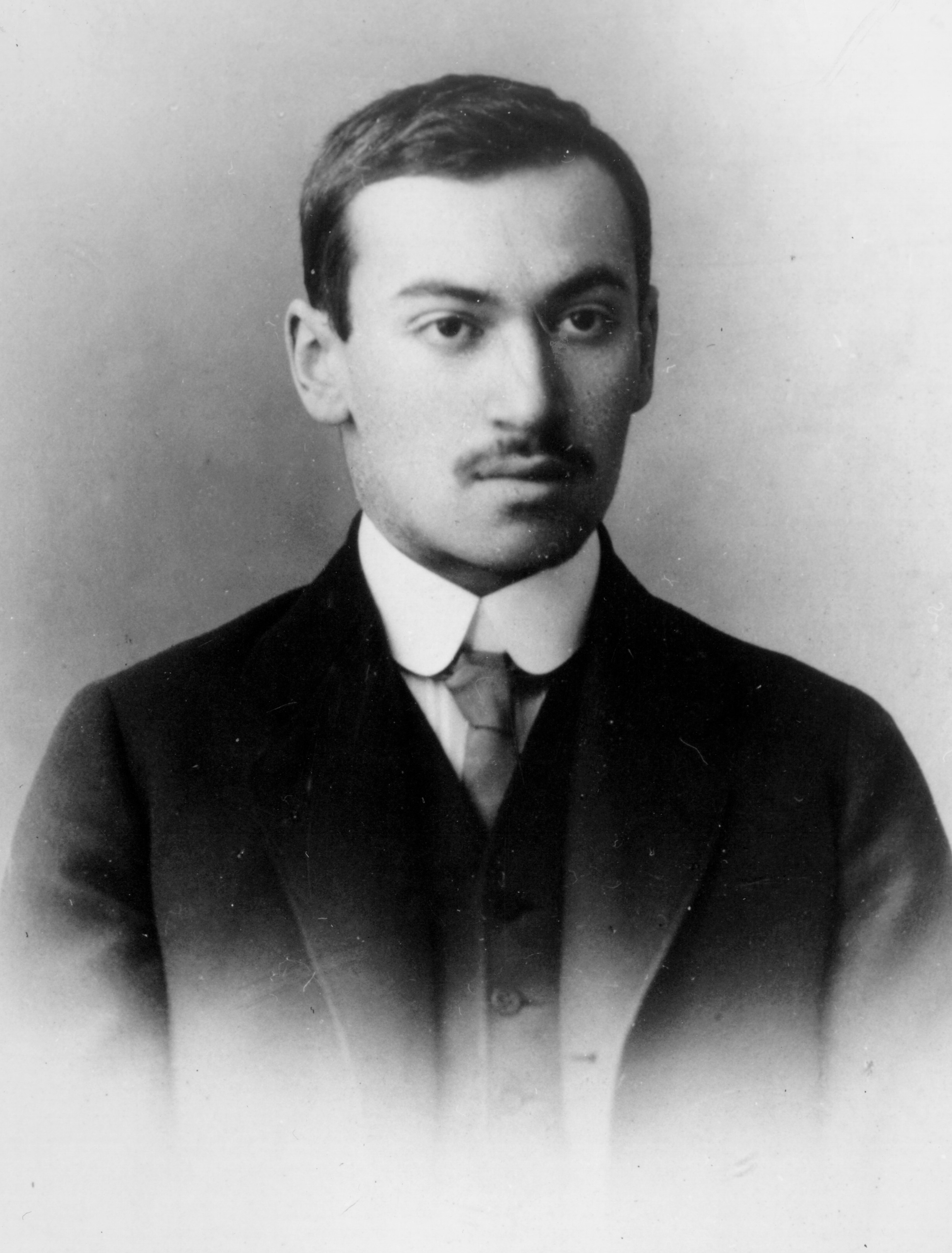
Jakow Frenkel w czasach studiów

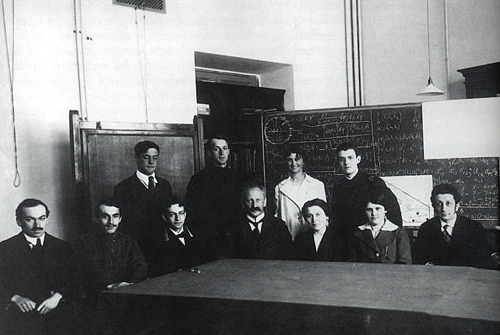
Seminarium Ioffego, 1915 rok. I rząd od prawej: Frenkel, Nikołaj Siemionow, II rząd od prawej: Piotr Kapica. W środku Abram Ioffe

Zaprezentował wiele wyników pracy naukowo-badawczej, w szczególności

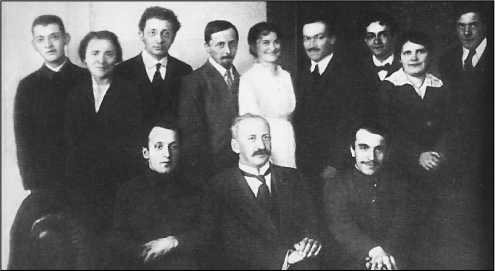
Seminarium Ioffego, 1916 rok. Abram Ioffe siedzi w centrum I rzędu, po jego prawej Nikołaj Siemionow. W II rzędzie od prawej Piotr Kapica, drugi od niego Jakow Frenkel.

- 1917 - podstawy kwantowej teorii metali opartej na teorii Nielsa Bohra, wykazując kolektywizację elektronów walencyjnych
- 1926 - opis ruchu elektronów swobodnych w sieciach krystalicznych metali za pomocą pojęcie fal materii de Broglie’a, w tym zależności przewodnictwa elektrycznego od temperatury, domieszek i innych własności, np. struktury metalu, oraz defekt Frenkla
- 1928 - teorię spontanicznego namagnesowania ferromagnetyków oraz przedstawił teorię białych karłów, za pomocą zastosowania zakazu Pauliego do gazu Fermiego
- 1930 - powstawanie domen magnetycznych, razem z Jakowem Dorfmanem
- 1930 - teorię diamagnetyzmu gazu elektronów swobodnych, razem z Matwiejem Bronsztejnem
- 1930 - teorię siły chemicznej przyciągania cząsteczkowego, razem z Nikołajem Siemionowem
- 1931 - teorię absorpcji światła przez dielektryki za pomocą pojęcia ekscytonu
- 1932 - elektryczne i fotoelektryczne własności kontaktu między metalem i półprzewodnikiem, razem z Abramem Ioffe
- 1934 - metodę wielokonfiguracyjnego pola samouzgodnionego, ponownie odkrytą i rozwiniętą przez Douglasa Hartree'go
- 1935 - teorię galwanomagnetycznych zjawisk w kryształach, znaną jako model Frenkela-Kontorowej, razem z Tatianą Kontorową
- 1936–1937 - statystyczną teorię ciężkich jąder
- 1938 - opis ruchu defektów oraz powstawania defektu podwójnego
- 1938 - zjawisko przewodzenia prądu elektrycznego w izolatorze, jest to tzw. zjawisko Frenkla-Poole'a
- 1938-1939 - teorię zniekształcenia plastycznego, razem z Tatianą Kontorową
- 1939 - rozwinął elektrokapilarną teorię jądra i przewidział spontaniczny podział, jest to tzw. model Bohra–Frenkla
- 1941-1943 - statystyczną teorię kruchej wytrzymałości kryształów rzeczywistych, razem z Tatianą Kontorową
- 1945 - w książce Kinetyczna teoria cieczy wprowadził linię Frenkla
- 1946 - wyjaśnił zagadnienia związane ze spiekaniem proszków metali, w tym teoretyczną podstawę metalurgii proszków

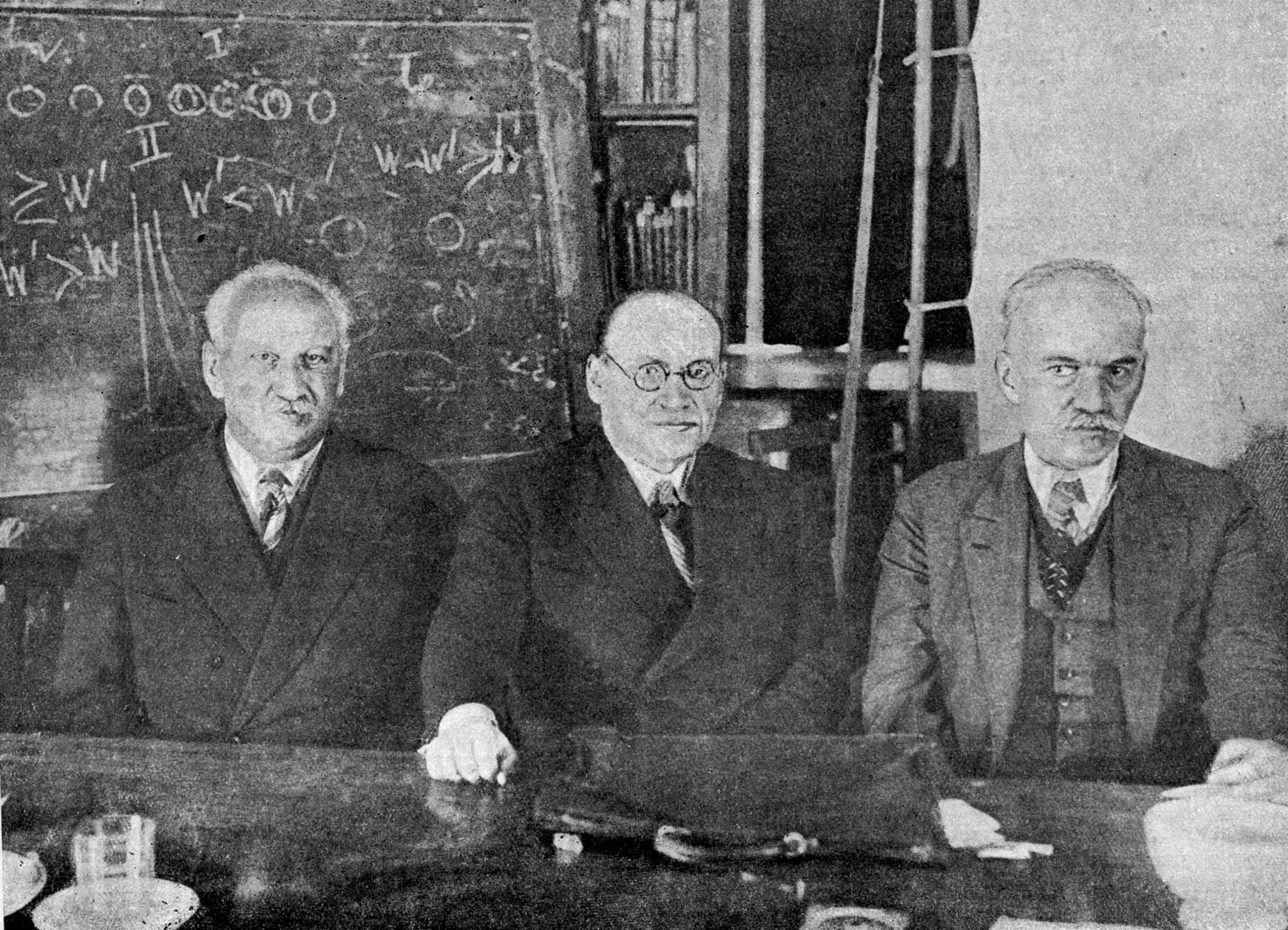
Abram Ioffe, Frenkel, Aleksandr Goldman. Kijów, 1935 rok

## Wybrane publikacje
Frenkel był znanym dydaktykiem fizyki i samodzielnym autorem wielu monografii naukowych, m.in.
- 1922 - Budowa materii, część 1 Rozczłonkowanie materii (ros. Строение материи, часть 1 Расчленение материи)
- 1924 - Budowa materii, część 2 Scalanie materii, nr 1 Natura światła i badania doświadczalne praw scalania materii (ros. Строение материи, часть 2 Сочленение материи, выпуск 1 Природа света и экспериментальные исследования законов сочленения материи)
- 1924 - Budowa materii, część 2 Scalanie materii, nr 2 Teoria kwantowa. Scalanie materii (ros. Строение материи, часть 2 Сочленение материи, выпуск 2 Квантовая теория. Сочленение материи)
- 1923 - Teoria względności (ros. Теория относительности)
- 1924 - Elektryczna teoria ciał stałych (ros. Электрическая теория твердых тел)
- 1925 - Kurs rachunku wektorowego z zastosowaniami w mechanice (ros. Курс векторного исчисления с приложениями к механике)
- 1925 - Elektryczność i materia (ros. Электричество и материя)
- 1925 - Czy istnieje energia wewnątrzatomowa i czy można ją wykorzystać (ros. Существует ли внутриатомная энергия и можно ли ее использовать)
- 1933 –  Fizyka statystyczna, część 1 Klasyczna teoria równowagi statystycznej (ros. Статистическая физика, часть 1 Классическая теория статистического равновесия), 2 wydania, wydanie 2 w 1948 roku pod tytułem Fizyka statystyczna (ros. Статистическая физика)
- 1934 - Teoria ciał stałych i ciekłych (ros. Теория твердых и жидких тел)
- 1934 - Elektrodynamika, tom 1 Ogólna teoria elektryczności (ros. Электродинамика, Том 1 Общая теория электричества)
- 1935 - Elektrodynamika, tom 2 Elektrodynamika makroskopowa ciał materialnych (ros. Электродинамика, Том 2 Макроскопическая электродинамика материальных тел)
- 1934 – Mechanika falowa, część 1 (ros. Волновая механика, часть 1)
- 1935 - Mechanika falowa, część 2 (ros. Волновая механика, часть 2)
- 1935 - Mechanika analityczna (ros. Аналитическая механика)
- 1936 - Nadprzewodnictwo (ros. Сверхпроводимость)
- 1936 - Zjawiska magnetyczne (ros. Магнитные явления)
- 1936 - Ruch cieplny w ciałach stałych i ciekłych oraz teoria topnienia (ros. Тепловое движение в твердых и жидких телах и теория плавления)
- 1940 – Kurs mechaniki teoretycznej oparty na rachunku wektorowym i analizie tensorowej (ros. Курс теоретической механики на основе векторного и тензорного анализа )
- 1945 - Kinetyczna teoria cieczy (ros. Кинетическая теория жидкостей)
- 1946 - Uwolnienie energii wewnątrzatomowej (ros. Освобождение внутриатомной энергии)
- 1947 - Wprowadzenie do teorii metali (ros. Введение в теорию металлов), cztery wydania, wydanie 2 z 1950 roku, wydanie 4 z 1972 roku red. Siergiej Wonsowski, przekład polski Wstęp do teorii metali ukazał się drukiem w 1955 roku
- 1949 - Teoria zjawisk elektryczności atmosferycznej (ros. Теория явлений атмосферного электричества), wydanie 2 w 2007 roku (przedruk)
- 1950 - Zasady teorii jąder atomowych (ros. Принципы теории атомных ядер), 2 wydania, wydanie 2 w 1955 roku, red. Jakow Smorodinski

Pośmiertnie ukazały się:
- 1956 - Zbiór dzieł wybranych, Tom 1 Elektrodynamika (Ogólna teoria elektryczności) (ros. Собрание избранных трудов, Том 1 Электродинамика (Общая теория электричества)), red. Igor Tamm
- 1958 - Zbiór dzieł wybranych, Tom 2 Artykuły naukowe (ros. Собрание избранных трудов, Том 2 Научные статьи), red. Nikołaj Siemionow
- 1959 - Zbiór dzieł wybranych, Tom 3 Kinetyczna teoria cieczy (ros. Собрание избранных трудов, Том 3 Кинетическая теория жидкостей), red. Nikołaj Siemionow
- 1968 - Abram Fiodorowicz Ioffe (ros. Абрам Фёдорович Иоффе), red. Władimir Tuczkiewicz
- 1970 – U progu nowej fizyki: zbiór wybranych prac popularnonaukowych (ros. На заре новой физики: сборник избранных научно-популярных работ), red. Boris Konstantinow
- 1986 - J. I. Frenkel: wspomnienia, listy, dokumenty (ros. Я. И. Френкель: Воспоминания, письма, документы), wydanie 2, red. Władimir Tuczkiewicz

## Odznaczenia i wyróżnienia
- Członek korespondent Akademii Nauk ZSRR w 1929 roku
- Order Czerwonego Sztandaru Pracy w 1945 roku za książkę Волновая механика
- Nagroda Stalinowska pierwszego stopnia w 1947 roku za książkę Кинетическая теория жидкостей[1]

## Upamiętnienie
- W 1994 roku, z okazji 100-lecia, na ścianie głównego budynku Instytutu Fizyko-Technicznego im. A.F. Ioffego Rosyjskiej Akademii Nauk w Petersburgu umieszczono tablicę upamiętniającą wieloletnią pracę Frenkla w tej placówce[1]